# イッソ
イッソ（伊: Isso  ( 音声ファイル)）は、イタリア共和国ロンバルディア州ベルガモ県にある、人口約600人の基礎自治体（コムーネ）。

## 地理

### 位置・広がり
ベルガモ県南部のコムーネ。県都ベルガモから南南東へ26km、州都ミラノから東へ44kmの距離にある。

#### 隣接コムーネ
隣接するコムーネは以下の通り。括弧内のCRはクレモナ県所属を示す。
- バルバータ
- カミザーノ (CR)
- カステル・ガッビアーノ (CR)
- コーヴォ
- ファーラ・オリヴァーナ・コン・ソーラ

### 地震分類
イタリアの地震リスク階級 (it) では、3 に分類される
。